# Characidium
Characidium é um gênero de peixes da família Crenuchidae, conhecidos como "charutinho" ou "mocinha". São peixes de água doce que habitam principalmente rios e lagos da América do Sul.
Existem cerca de 86 espécies válidas de Characidium, sendo que algumas delas são muito comuns em aquários domésticos devido à sua beleza e facilidade de adaptação.
Esses peixes são caracterizados por serem de tamanho pequeno, geralmente medindo entre 2 e 6 cm de comprimento. Possuem coloração variada, podendo ser verde, azul, marrom ou prateada, com listras ou manchas.
Eles são peixes onívoros, ou seja, se alimentam de uma variedade de alimentos, incluindo insetos, pequenos crustáceos e vegetais. Algumas espécies também são conhecidas por serem predadoras de outros peixes pequenos.
Além disso, são peixes ovovivíparos, ou seja, os ovos são depositados em um ninho feito pelo macho e são cuidados até o momento da eclosão. Os filhotes nascem já desenvolvidos e com capacidade de se alimentar por conta própria.[carece de fontes?]
São peixes bastante populares entre os aquaristas devido à sua beleza e facilidade de manutenção.

## Espécies
- Characidium alipioi Travassos, 1955
- Characidium amaila Lujan, Agudelo-Zamora, Taphorn, Booth & López-Fernández, 2013[7]
- Characidium bahiense V. G. Almeida, 1971
- Characidium barbosae Flausino Junior, Lima, Machado & Melo 2020, 2020
- Characidium bimaculatum Fowler, 1941[8]
- Characidium boavistae Steindachner, 1915
- Characidium boehlkei Géry, 1972
- Characidium bolivianum N. E. Pearson, 1924
- Characidium borellii (Boulenger, 1895)
- Characidium brevirostre Pellegrin, 1909
- Characidium cacah Zanata, Ribeiro, Araújo-Porto, Pessali & Oliveira-Silva, 2020
- Characidium caucanum C. H. Eigenmann, 1912
- Characidium chancoense Agudelo-Zamora, Ortega-Lara & Taphorn, 2020[9]
- Characidium chicoi da Graça, Ota & Domingues, 2019
- Characidium chupa L. P. Schultz, 1944
- Characidium clistenesi M. R. S. de Melo & Espíndola, 2016[8]
- Characidium crandellii Steindachner, 1915
- Characidium cricarense Malanski, Sarmento-Soares, Silva-Malanski, Lopes, Ingenito & Buckup, 2019
- Characidium declivirostre Steindachner, 1915
- Characidium deludens Zanata & Camelier, 2015[10]
- Characidium dule Agudelo-Zamora, Tavera, Murillo & Ortega-Lara, 2021
- Characidium duplicatum Armbruster, Lujan & Bloom, 2020
- Characidium etheostoma Cope, 1872
- Characidium etzeli Zarske & Géry, 2001
- Characidium fasciatum J. T. Reinhardt, 1867
- Characidium fleurdelis Zanata, Oliveira-Silva & Ohara, 2023
- Characidium geryi (Zarske, 1997)[11]
- Characidium gomesi Travassos, 1956
- Characidium grajahuense Travassos, 1944
- Characidium hasemani Steindachner, 1915
- Characidium heinianum Zarske & Géry, 2001
- Characidium heirmostigmata da Graça & Pavanelli, 2008
- Characidium helmeri Zanata, Sarmento-Soares & Martins-Pinheiro, 2015[12]
- Characidium iaquira Zanata, Ohara, Oyakawa & Dagosta, 2020
- Characidium interruptum Pellegrin, 1909
- Characidium itarare Stabile, dos Reis, Frota, da Graça & de Oliveira, 2024[13]
- Characidium kalunga Melo, Bouquerel, Masumoto, França & Netto-Ferreira, 2021
- Characidium japuhybense Travassos, 1949
- Characidium kamakan Zanata & Camelier, 2015[10]
- Characidium krenak Oliveira-Silva, Santos, Lopes & Zanata, 2022
- Characidium lagosantense Travassos, 1947
- Characidium lanei Travassos, 1967
- Characidium laterale (Boulenger, 1895)
- Characidium lauroi Travassos, 1949
- Characidium litorale Leitão & Buckup, 2014[14]
- Characidium longum Taphorn, Montaña & Buckup, 2006
- Characidium marshi Breder, 1925
- Characidium mirim Netto-Ferreira, Birindelli & Buckup, 2013[15]
- Characidium nambiquara Zanata & Ohara, 2020
- Characidium nana Mendonça & Netto-Ferreira, 2015[16]
- Characidium nupelia da Graça, Pavanelli & Buckup, 2008
- Characidium occidentale Buckup & R. E. dos Reis, 1997
- Characidium oiticicai Travassos, 1967
- Characidium onca Melo, Brito Ribeiro & Lima, 2021
- Characidium orientale Buckup & R. E. dos Reis, 1997
- Characidium papachibe L. A. W. Peixoto & Wosiacki, 2013[17]
- Characidium pellucidum C. H. Eigenmann, 1909
- Characidium phoxocephalum C. H. Eigenmann, 1912
- Characidium pteroides C. H. Eigenmann, 1909
- Characidium pterostictum A. L. Gomes, 1947
- Characidium pumarinri Teixeira & Melo, 2020
- Characidium purpuratum Steindachner, 1882
- Characidium rachovii Regan, 1913
- Characidium roesseli Géry, 1965
- Characidium samurai Zanata & Camelier, 2014[18]
- Characidium sanctjohanni Dahl, 1960
- Characidium satoi M. R. S. de Melo & Oyakawa, 2015[19]
- Characidium schindleri Zarske & Géry, 2001
- Characidium schubarti Travassos, 1955
- Characidium serrano Buckup & R. E. dos Reis, 1997
- Characidium steindachneri Cope, 1878
- Characidium sterbai (Zarske, 1997) [11]
- Characidium stigmosum M. R. S. de Melo & Buckup, 2002
- Characidium summum Zanata & Ohara, 2015[20]
- Characidium tapuia Zanata, Ramos & Oliveira-Silva, 2018
- Characidium tatama Agudelo-Zamora, Tavera, Murillo & Ortega-Lara, 2020
- Characidium tenue (Cope, 1894)
- Characidium timbuiense Travassos, 1946
- Characidium travassosi M. R. S. de Melo, Buckup & Oyakawa, 2016[11]
- Characidium varii Zanata, Oliveira & Oliveira-Silva, 2024[21]
- Characidium vestigipinne Buckup & L. Hahn, 2000
- Characidium vidali Travassos, 1967
- Characidium wangyapoik Armbruster, Lujan & Bloom, 2021
- Characidium xanthopterum Silveira, Langeani, da Graça, Pavanelli & Buckup, 2008
- Characidium xavante da Graça, Pavanelli & Buckup, 2008
- Characidium zebra C. H. Eigenmann, 1909